# Myrioblephara fenchihuana
Myrioblephara fenchihuana är en fjärilsart som beskrevs av Sato 1987. Myrioblephara fenchihuana ingår i släktet Myrioblephara och familjen mätare. Inga underarter finns listade i Catalogue of Life.